# Milan Jurčo
Milan Jurčo (ur. 14 września 1957 w Liptovským Mikulášu) – czechosłowacki kolarz szosowy, dwukrotny medalista mistrzostw świata.

## Kariera
Pierwszy sukces w karierze Milan Křen osiągnął w 1981 roku, kiedy wspólnie z Michalem Klasą, Alipim Kostadinovem i Jiřím Škodą zdobył brązowy medal w drużynowej jeździe na czas na mistrzostwach świata w Pradze. Na rozgrywanych cztery lata później mistrzostwach świata w Giavera del Montello reprezentacja Czechosłowacji w składzie: Milan Jurčo, Vladimír Hrůza, Michal Klasa i Milan Křen zdobyła srebrny medal w tej samej konkurencji. Podczas zawodów Przyjaźń-84 wraz z kolegami zdobył brązowy medal. Ponadto w 1981 roku wygrał brytyjski Scottish Milk Race, w 1982 roku wygrał Circuit des Ardennes i był drugi w Circuit de la Sarthe, a w 1984 roku był najlepszy w Rheinland-Pfalz-Rundfahrt. Dwukrotnie startował w Tour de France, lepszy wynik osiągając w 1988 roku, kiedy zajął 139. miejsce w klasyfikacji generalnej. Rok wcześniej zajął 107. miejsce w Giro d'Italia. Nigdy nie wystąpił na igrzyskach olimpijskich.
Jego syn, Matej także został kolarzem.